# Claude Antonini
Pour les articles homonymes, voir Antonini.
Claude Antonini est une chanteuse française. Le plus souvent elle met en musique des poètes (poètes du peuple tel Gaston Couté, auteurs contemporains, ainsi que de grands noms) mais chante à l'occasion ses propres textes. Tout cela avec un esprit libertaire, héritier de mai 68. 
Elle a créé en 1990 à Orléans la Compagnie d'Ariane « structure d’action culturelle et d'éducation populaire » au sein de laquelle sont produits ses disques et ses spectacles. Depuis quelques années elle se produit au sein d'un trio « Mélodies Louches ».
Elle est aussi l'auteur de plusieurs recueils de poésie, et a réalisé, autour de la poésie et de la chanson, diverses émissions de radio, stages, conférences, livres…

## Discographie
- Claude Antonini chante Paol Keineg, 33 t, Éd. Alvarés (1975)

- Le Cœur Partisan, 33 t , Éd Alvarés (1979), Préface de Gérard Cléry , Textes de : Paol Keineg, Rachid Boudjedra, Jean-Baptiste Clément, Pablo Neruda, Claude Antonini, Gaston Couté, Jean-Dieudonné Garçon, Nâzım Hikmet, Andrée Barret

- Ma fille a mal tourné, 33 t, Éd ArianeProd (1981) Chansons de Gaston Couté

- Claude Antonini chante et dit Jehan-Rictus, CD, ArianeProd (1993), Distr. Night and Day (4 étoiles Monde de la Musique)

- La mort lui ricane, CD, Maurice Rollinat EPM (1996)983872 Distr. Adès (ADE771)

- Les Voleurs d'étoiles, CD, Arianeprod (1999)
  - Moi qui écris des chansons (Bernard Dimey)
  - Sagesse (Paul Verlaine)
  - Paria (Tristan Corbière)
  - Rencontre (Paul Fort)
  - La dame aux camélias
  - Histoire lamentable… (Georges Fourest)
  - Les cailloux (Gaston Couté)
  - Famille Renaud (Pierre Mathias)
  - Le bourreau monomane (Maurice Rollinat)
  - Les cheveux (Remy de Gourmont)
  - Lettre à ma femme endormie (Charles Cros)
  - Berceuse pour les enfants 
  - Il y a une bête dans…  (Armand Olivennes, extrait de l'Enterreur)
  - Petite plainte  (Armand Olivennes)
  - Vocation (Guy Thomas)

- Cromailles Dreams, CD, ArianeProd (2001)

- Petit à petits cubes, CD, (chansons pour enfants d'après des poèmes d'Armand Olivennes) (2002)

- Mélodies louches, CD, ArianeProd (2004) (Poèmes chantés de Géo Norge, Robert Desnos, Maurice Fombeure, Bernard Dimey, Roland Bacri, Nâzım Hikmet, Louis Aragon…)

- La Cuvée du Cigalier : Gaston Couté,avec comme interprète de trois titres Jean Bernard Gainier CD, ArianeProd Orléans(2005) Distribution EPM/985712

- Claudication du Monde (2011)

Participations :
- Cris-Ratures (deux titres) Théophile Tamayo, 33 t CRAC (1986)
- Anthologie de la chanson française enregistrée - La tradition, De la rue au cabaret : Les grands auteurs du XIXe siècle (1994) (deux titres de Gaston Couté)
- Notes en Bulle ELS 1994 (deux titres de Jehan-Rictus)